# ۲٬۳-دی هیدرو تیوفن
۲٬۳-دی هیدرو تیوفن (به انگلیسی: 2,3-Dihydrothiophene) با فرمول شیمیایی C4H6S یک ترکیب شیمیایی با شناسه پاب‌کم 5280343 است. که جرم مولی آن ۸۶٫۱۶ گرم بر مول می‌باشد. 